# Bernheim-Jeune

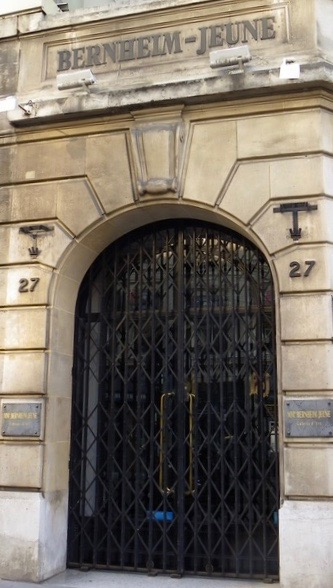
Gallerie Berheim-Jeune

Bernheim-Jeune Is een Franse familie van kunsthandelaren, maar tevens de naam van een galerij van hedendaagse kunst in Parijs en een uitgeverij van kunstboeken. De familie was afkomstig van Besançon, waar ze in de 18e eeuw al een zaak had waar materiaal voor kunstschilders werd verkocht. De patriarch van de familie, Joseph Bernheim (1799-1859) begon al met het kopen van schilderijen van zijn klanten in Besançon.  In 1863 richtte ze een kunstgalerij op in Parijs, die baanbrekend werk verrichtte voor de ondersteuning van de avant-garde kunst, en mee de basis legde voor de moderne kunstmarkt. De Galerie Bernheim-Jeune wordt tot op heden geleid door nakomelingen van de stichter Alexandre Bernheim.

## Geschiedenis
Alexandre Bernheim (1839-1915) was de eerste van de familie die zich in Parijs vestigde.  Alexandre, de zoon van Joseph Bernheim (1799-1859) was goed bevriend met Gustave Courbet stadsgenoot en klant in de zaak van zijn vader. Het was op aanraden van Courbet dat Alexandre zich na de dood van zijn vader, als kunsthandelaar in Parijs ging vestigen. Hij betrok in 1863 in een pand aan de rue Lafitte nr. 8. Via Courbet werd hij geïntroduceerd bij een aantal kunstenaars waaronder Eugène Delacroix en Camille Corot. Alexandre begint met werken van de school van Barbizon te verkopen, maar al in 1874 presenteerde hij een aantal impressionisten in zijn galerij in de rue Lafitte, hoewel de kunst van de impressionisten toen nog zeer controversieel was. In 1901 organiseert hij, samen met zijn zoons Josse (1870-1941 ) en Gaston (1870-1953) de eerste tentoonstelling met werken van Vincent van Gogh in Parijs. Sedert 1900 hadden ze ook al lokalen in de rue Richepanse in gebruik genomen.
In 1906 wordt een nieuwe galerij door zijn zoons geopend aan de boulevard de la Madeleine nr. 25 onder de naam "Bernheim Frères et Cie"  De zonen van Alexandre, Josse) en Gaston nemen, met de steun van vader Alexandre, de leiding in handen en vanaf dan neemt het bedrijf een hoge vlucht. De contacten met de jongere generatie van artiesten worden nauwer aangehaald dankzij het huwelijk van Alexanders dochter Gabrielle, met de schilder Félix Vallotton en de aanstelling van Félix Fénéon, een kunstcriticus als directeur. Fénéon zal bij Bernheim-Jeune actief blijven tot in 1925. In 1906 presenteren ze werk van Pierre Bonnard en Édouard Vuillard, in 1907 zijn Paul Cézanne en Henri-Edmond Cross aan de beurt, gevolgd door Georges Seurat en Kees van Dongen in 1908, Henri Matisse in 1910 en Eugène Boudin en de Italiaanse futuristen in 1912. De zogenoemde "douanier" Henri Rousseau staat op het programma in 1916, in 1921 Raoul Dufy en Maurice de Vlaminck. Vervolgens komen er exposities van de werken van Amedeo Modigliani (1922), Maurice Utrillo (1923) en Albert Marquet  (1925). 
In 1925 verhuist de galerij nogmaals, dit keer naar de avenue Matignon op de hoek met de rue du Faubourg-Saint-Honoré, waar ze vandaag nog gevestigd is. De inhuldiging gebeurde door Gaston Doumergue de toenmalige president van Frankrijk. De openingstentoonstelling, Chefs d'oeuvre du XIXème et XXème siècles, gaf een overzicht van de kunst uit de 19e en 20e eeuw. In 1930 organiseren ze een tentoonstelling een tentoonstelling gewijd aan Paul Gauguin.
Tijdens de Tweede Wereldoorlog werd de galerij door de Duitsers gesloten, maar in 1945 wordt de Galerie Bernheim-Jeune heropend door Jean en Henri, de zonen van Josse. Sedert 1981 is de leiding in handen van Michel en Guy-Patrice Dauberville , directe nakomelingen van de Bernheims.

## Belang
In een periode waar de ontwikkeling van de kunst belemmerd werd door de top van de academische instellingen, die slechts hun favoriete schilders toelieten op het jaarlijkse Salon ingericht door de Académie des beaux-arts, waren kunsthandelaars die de avant-garde kunstenaars opvolgden en promootten, essentieel voor de ontwikkeling van de kunst. Voor de vestiging van de faam van impressionisten waren kunsthandelaars zoals Alexandre Bernheim, Paul Durand-Ruel en Ambroise Vollard, van groot belang. De familie onderhield vriendschapsbanden met verscheidene kunstenaars zoals Claude Monet, Pierre Auguste Renoir, de beeldhouwer Rodin, Vuillard en de schoonbroer Félix Valloton. De familie Bernheim promootten de impressionisten, maar evengoed de postimpressionisten en het neo-impressionisme met de pointillisten. Ook de symbolisten, Les Nabis, de fauvisten, de expressionisten, de kubisten en de Italiaanse futuristen kwamen aan bod.
Ze sloten afnamecontracten met tientallen kunstenaars zoals Bonnard,  Marc Chagall, Cross, Dufy, Edouard Goerg, Grommaire, Aristide Maillol, Marquet, Matisse, Pascin, Jean Puy, Paul Signac, Souverbie, Maurice Utrillo, Kees van Dongen en Maurice de Vlaminck.
De Galerie Bernheim-Jeune evolueerde mee met de kunst en bracht in de twintigste eeuw ook voornamelijk werken van de avant-garde kunstenaars op de markt, die politiek wordt tot op vandaag nog steeds voortgezet.

## Uitgeverij
Om de hedendaagse kunstenaars bekend te maken bij een groot publiek werd door het huis Bernheim-Jeune een uitgeverij opgericht die kunstboeken uitgaf over de werken van de impressionistische en hedendaagse kunstenaars. Ze waren hiermee de eerste uitgeverij die publiceerde over de impressionisten en de post-impressionisten.
Tussen 1919 en 1926 publiceerden ze ook een tweemaandelijks tijdschrift, Bulletin de la Vie Artistique.

## Galerij

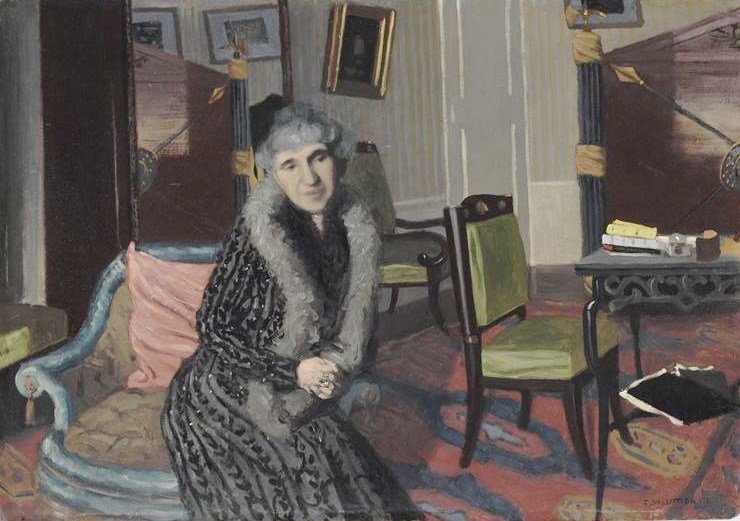
Félix Valloton, 1902, Madame Alexandre Bernheim
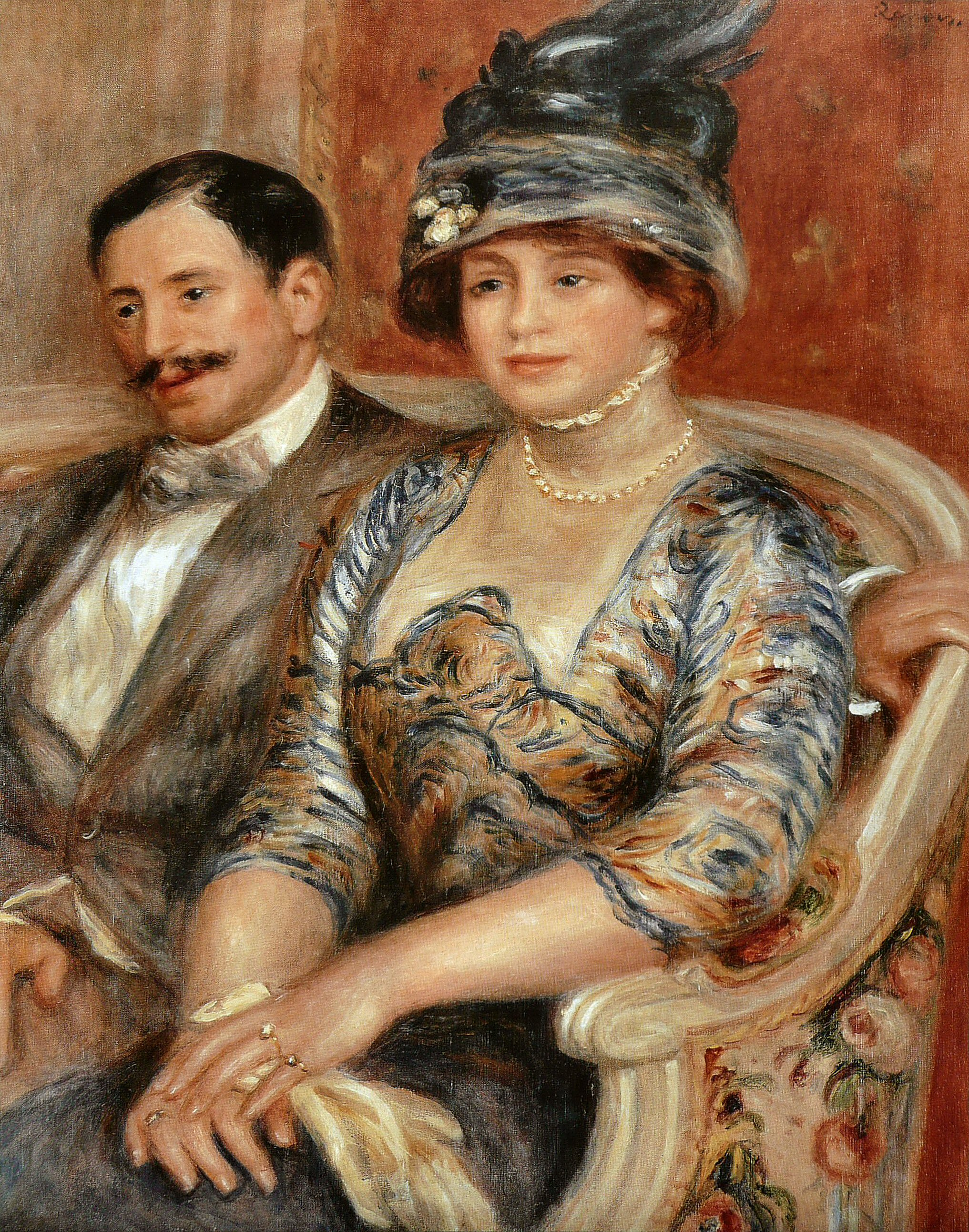
Pierre Auguste Renoir, 1910, Monsieur et Madame Bernheim de Villers
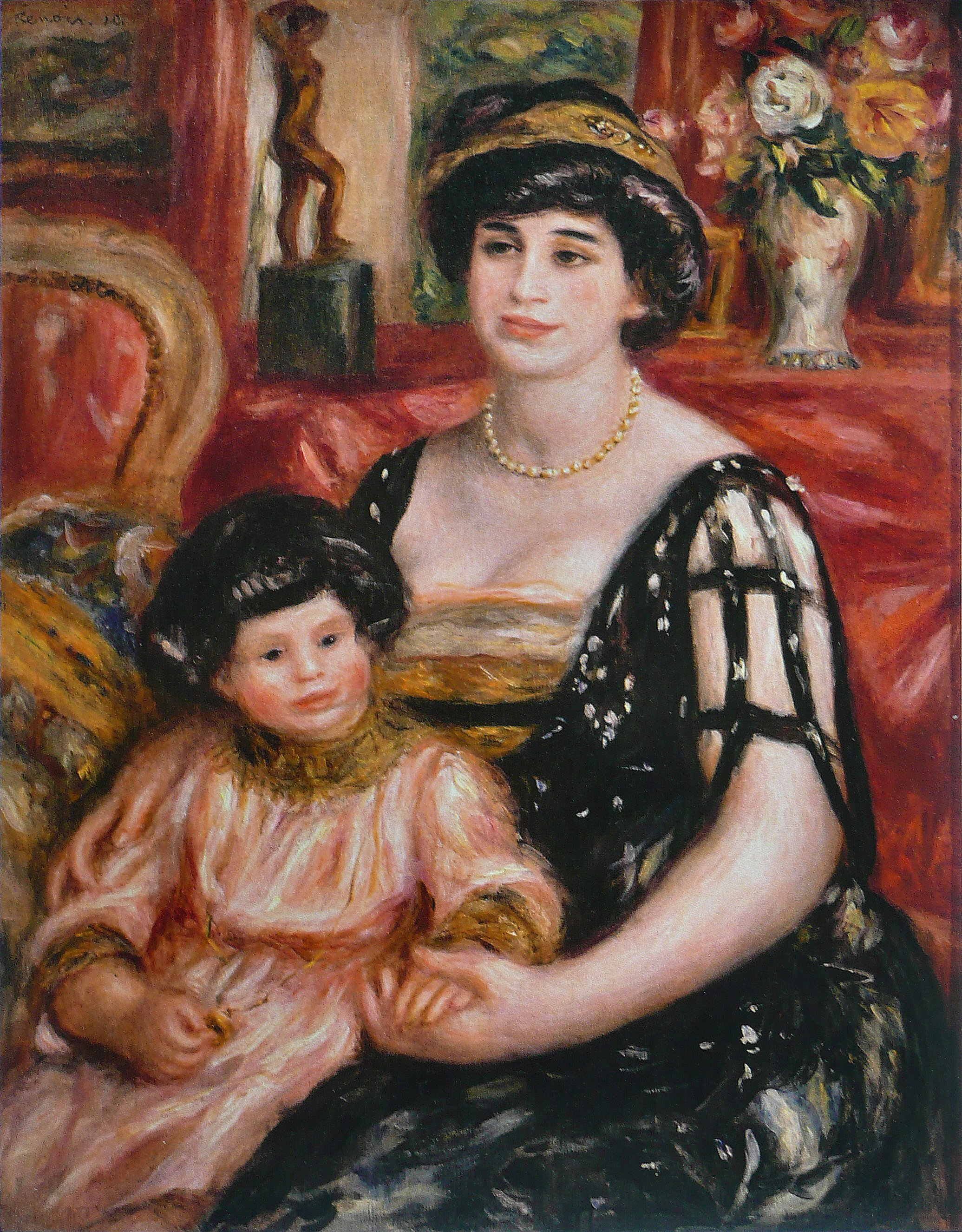
Pierre Auguste Renoir, 1910, Madame Josse Bernheim-Jeune en haar zoon Henri
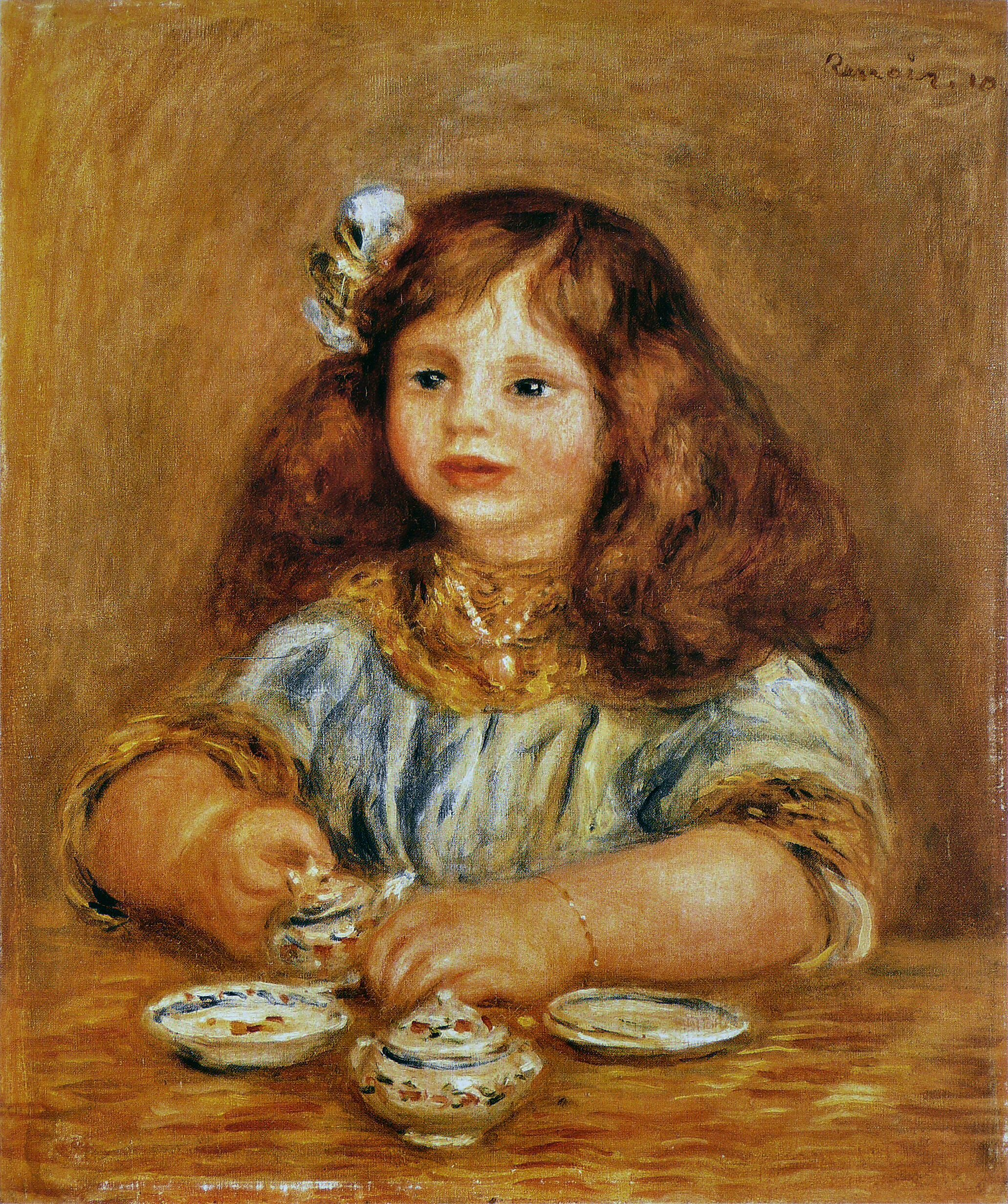
Pierre Auguste Renoir, 1910, Geneviève Bernheim de Villers

## Weblinks
Voor een overzicht van de tentoonstellingen zie de website van Bernheim-Jeune.